# Segismundo Spina
Segismundo Spina (* Mai 1921 in Itajobi, São Paulo; † 22. Dezember 2012 in São Vicente, São Paulo) war ein brasilianischer Romanist und Lusitanist.

## Leben und Werk
Spina studierte an der Universidade de São Paulo (Promotion 1950, Habilitation 1956) und lehrte dort von 1944 bis 1987 portugiesische Sprache und Literatur, langjährig als Professor (Emeritierung 1989). Seine reichhaltige Bibliothek ging an das Centro Universitário FIEO in Osasco.

## Werke
- Fenômenos formais da poesia primitiva, São Paulo 1951 (Dissertation)
- (mit anderen) Presença da Literatura Portuguêsa, 3 Bde. (später 5 Bde.), São Paulo 1961 (Literaturgeschichte, 7 Auflagen bis 1980)
- Da Idade Média e outras idades, São Paulo 1964
- Dicionário prático de verbos conjugados, São Paulo 1965, 1969
- Do formalismo estético trovadoresco, São Paulo 1966, 2009 (Publikation der Habil.schrift “Tópica no lirismo galaico-português” von 1956)
- Introdução à poética clássica, São Paulo 1967
- Manual de versificação romãnica medieval, Rio de Janeiro 1971, 2003
- Iniciação na cultura literária medieval, Rio de Janeiro 1973
- Introdução à edótica. Crítica textual, São Paulo 1977
- Na madrugada das formas poéticas, São Paulo 1982
- (mit anderen) História da língua portuguesa 3, 5 und 6. Segunda metade do século XVI e século XVII. Século XIX. Século XX, São Paulo 1987–1988
- (mit Morris William Croll) Introdução ao maneirismo e a prosa barroca, São Paulo 1990
- Estudos de literatura, filologia e história, hrsg. von Osvaldo Humberto Leonardi Ceschin, Osasco 2001
- Poesias. Anexo. Exegese da poesia mais controvertida de Gregório de Mattos: o "Marinícolas", São Paulo 2008
- Ensaios de Crítica Literária, São Paulo 2010

### Herausgebertätigkeit
- A poesia de Gregório de Matos, São Paulo 1946, 1995
- Apresentação da lírica trovadoresca. Introdução antologia crítica, glossário, Rio de Janeiro 1956
  - A Lírica Trovadoresca, 1972, 1991
- Gil Vicente, O velho da horta. Auto da barca do inferno. A farsa de Inês Pereira, São Paulo 1967
- Obras-primas do teatro vicentino, São Paulo 1970
- (mit Evanildo Bechara) Os Lusíadas. Antologia, Rio de Janeiro 1973 (Die Lusiaden)
- As Cantigas de Pero Mafaldo, Rio de Janeiro 1983
- Francisco Manuel de Melo, A tuba de calípe (quarta musa das obras métricas), São Paulo 1988
- Cartas de Garret, São Paulo 1997 (Almeida Garrett)